# Escola de Montserrat
Die Escola de Montserrat, auch Escola Montserratina genannt, ist die von Benediktinermönchen geführte Musikschule des Klosters Montserrat in Katalonien (Spanien). Sie gilt mit Nachweisen aus dem frühen 14. Jahrhundert als eine der ältesten Musikschulen der Welt. Sie wird heute als Musikgymnasium in Form einer Internatsschule für Jungen geführt. Die Musikschule war von Beginn an sehr eng mit der Escolania de Montserrat, der Choralschola dieses Benediktinerklosters, verbunden. Ein Ziel dieser Musikschule war und ist die gesangliche, allgemeinmusikalische und allgemeinbildende Ausbildung der Jungen für diese Choralschola. Darüber hinaus bietet die Schule Instrumentalausbildungsgänge beispielsweise für Klavier, Orgel und Streichinstrumente an. Aus dem Umfeld dieser Escola de Montserrat gingen über die Jahrhunderte hinweg bedeutende Komponisten, Musikinterpreten und Musikwissenschaftler hervor.

## Geschichte
Früheste Nachweise der Escola musical de Montserrat stammen aus dem frühen 14. Jahrhundert, wenn auch die Musik wohl den Kult seit den Anfängen des Klosters im frühen 11. Jahrhundert begleitet hat. Die früheste fassbare musikalische Einrichtung der Abtei ist die Escolania.
Die ersten namentlich bekannten Musikermönche waren Jeroni Rotés (wirksam von 1515 bis 1571), Jeroni Castell (wirksam von 1586 bis 1621) und Joan Graner (von 1588 bis 1600). Im Jahr 1539 erhielt die alte Klosterkirche von Montserrat eine Orgel mit 1113 Pfeifen.
Historisch gut greifbar wurde die Escola de Montserrat im 17. Jahrhundert mit Bernat Baretja (16. Jh.–1628) und Joan Marc (1582–1658). Von Marc sind einige Chorwerke überliefert. Insgesamt sind jedoch wohl wertvolle Produktionen aus dieser Zeit verloren gegangen. Es folgten Jaume Vidal (1606–1789), Joan Gelonc (1620–1671), Francesc Rossell (1630–1676) und Dídac Roca. Der bedeutendste Komponist der Escola de Montserrat im 17. Jahrhundert war der Marc-Schüler Joan Cererols (1618–1680). Von ihm sind einige religiöse Kompositionen auf Texte sowohl in lateinischer wie in romanischer Sprache erhalten. Cererols hatte in den 30 Jahren seines Wirkens selbst zahlreiche Kirchenmusiker ausgebildet, die später an den Hauptkirchen der iberischen Halbinsel führende Stellen als Mestres de Capella einnahmen. Besonders erwähnt werden muss auch Benet Soler (1640–1682), von dem zahlreiche Kompositionen auf uns überkommen sind. Im Jahr 1611 stattete der Graf von Perelada das Kloster mit einer neuen, großen Orgel aus.
Hervorragende Organisten, die aus der Escola de Montserrat hervorgegangen sind, waren Pere Jorba, Joan Genís, Josep Sales, Joan Romanyà und Joan Rocabert. Beide letztgenannten traten auch mit bemerkenswerten kompositorischen Werken hervor. Martí Marsal war ein hervorragender Spieler der „rabec“ (dreisaitige, historische Geige), Joan Carbonell und Jeroni Casanoves waren herausragende Bassisten und Francesc Rebull ein Harfenist bester Güte.
Zu Ende des 17. Jahrhunderts wirkte der aragonesische Komponist und Musiklehrer Miguel López (1669–1723) in Montserrat. Von ihm ist nahezu die gesamte vokale und instrumentale Produktion auf unsere Zeit überkommen. Die zur selben Zeit wirkenden Musikmönche Joan Baptista Rocabert, Vicent Presiac (1673–1726), Benet Esteve (1701–1770) und Felip Jaumandreu (1727–1770) schlossen die Periode des Barock von Montserrat ab.
Mit Josep Antoni Martí (1719–1763) kam Mitte des 18. Jahrhunderts neuer musikalischer Wind in Montserrat auf. Er führte Werte und Techniken der italienischen Schule in die Musikwelt von Montserrat ein. Martí selbst war Lehrer des Komponisten und Musikpädagogen Anselm Viola (1738–1798). In diesem klassischen Umfeld der Escola de Montserrat sind auch die Vertreter der Klassischen Orgelschule von Montserrat Benet Julià (1727–1787) sowie Narcís Casanoves (1747–1799) zu nennen. All diese Komponisten gemeinsam hinterließen ein wertvolles, bemerkenswertes religiös-musikalisches Werk.
Zu Beginn des 19. Jahrhunderts geriet die Escola de Montserrat durch die napoleonische Besetzung Kataloniens 1811 und durch den ersten Karlisten-Krieg in eine existentielle Krise. 1811 wurde das Musikarchiv und die Musikbibliothek von Montserrat durch Truppen Napoleons verbrannt und zerstört. Wertvolle Codices und Musikdokumente gingen verloren. Erhalten blieb das sogenannte Llibre Vermell de Montserrat, das rote Buch von Montserrat. Der Komponist und Organist Josep Vinyals (1771–1825) stellte bei dem Brand der Musikbibliothek von 1811 verlorengegangene Werke seines Lehrers Casanoves wieder her und schuf darüber hinaus auch neue Werke. Insgesamt dreimal musste die Escola politisch erzwungen ihre Türen schließen, nahm aber mit Josep Vinyals, Jacint Boada (1772–1858) und Benet Brell (1786–1850) jeweils ihren Lehrbetrieb und ihre musikalische Aufgabe wieder auf. Von 1858 bis 1889 wurde die Musikschule von nicht-mönchischen Musikfachleuten und Gelehrten betrieben und geführt.
1889 übernahm der Komponist Manuel Guzmán (1846–1909) die Leitung der Schule, die damit in gewisser Weise in die Neuzeit eintrat. Guzmán und sein Nachfolger Anselm Ferrer i Bargalló (1882–1969) reformierten die Schul- und Musikausbildung und führten die Institution in Richtung auf die neu-gregorianische und neu-liturgische Bewegung hin. Guzmán war der musikalische Lehrer von Àngel Rodamilans (1874–1936) und Anselm Ferrer (1882–1969). Schüler der beiden letztgenannten waren Ireneu Segarra (1917–2005), Komponist von Werken nach den neuen liturgischen Richtlinien, und Gregori Estrada (1918–2015), der Organist, Komponist und Musikwissenschaftler Beide gelten als musikalische Vertreter der modernen Schule von Montserrat.

## Bedeutende Absolventen der Escola de Montserrat
Mit dem Komponisten Antoni Soler (1729–1783), dem Komponisten und Kapellmeister Jaume Balius (gestorben 1822) und dem Gitarristen und Komponisten Fernando Sor (1778–1838) wurden drei hoch außergewöhnliche Musiker in Montserrat ausgebildet.
Auf dem Gebiet der Musikwissenschaft trat besonders Gregori Sunyol (1879–1946) als Gregorianist und Paläograf hervor. David Pujol (1894–1979) verfasste mehrere musiktheoretische Studien und war der Herausgeber der ersten Bände der Mestres de l’Escolania de Montserrat. Unter Gregori Sunyol erlernte der Mönchschor von Montserrat die Aufführung von Gregorianischen Chorälen in allerhöchster Perfektion. Zudem wirkte Sunyol bei der Renovierung und Reetablierung des gregorianischen Gesangs im französischen Kloster Solesmes mit.

## Bedeutung
In der zweiten Hälfte des 17. Jahrhunderts und im 18. Jahrhundert hatten nahezu alle Organisten, Kapellmeister, Sänger und auch Instrumentalisten von wichtigen Kirchen Kataloniens und der gesamten iberischen Halbinsel an der Escola de Montserrat Musik studiert. Ein Abschluss von dieser Musikschule verschaffte Musikern offensichtlich die Aussicht auf lukrative Stellungen. Die heutige Ausbildung an dem Musikinternat Escola de Montserrat wird als exzellente Basis für ein Musikstudium an einem Konservatorium gesehen. Hinsichtlich der Bedeutung der Musikschule von Montserrat kommt das Musiklexikon Die Musik in Geschichte und Gegenwart in seiner ersten Auflage von 1961 im Artikel „Montserrat“ zu folgendem Schluss: „Das gesamte Musikleben Kataloniens wird direkt oder indirekt von der Musikschule von Montserrat beeinflußt.“

## Liste der Meister von Montserrat (retrograd)
- Llorenç Castelló i Garriga (* 1976), Chorleiter seit 2014
- Bernat Vivancos i Farràs (* 1973), Chorleiter 2007–2014
- Joaquim Piqué i Calvo (* 1970), Chorleiter 2001–2007
- Jordi-Agustí Piqué i Collado (* 1963), Chorleiter 1998–2001
- Ireneu Segarra i Malla (1917–2005), Chorleiter 1953–1997
- Àngel Rodamilans i Canals (1874–1936), Chorleiter 1933–1936
- Anselm Ferrer (1882–1969), Chorleiter 1911–1933
- Joan Baptista Guzmán i Martínez (1846–1909), Chorleiter 1889–1909
- Externe, weltliche Chorleiter im Kloster Montserrat 1858–1889
- Jacint Boada i Casanoves (1772–1859), Chorleiter 1853–1858, Wiedereinrichtung des Klosters 1851 und des Chores 1853 nach der Beschlagnahmung von 1835
- Rafael Palau i March (1810–1890), Chorleiter 1835
- Benet Brell i Clos (1786–1850), Chorleiter 1828–1835
- Josep Vinyals i Galí (1771–1825), Wiedereinrichtung des Chores nach dem kriegsbedingten Brand von Montserrat im Jahr 1811
- Felip Rodríguez (1760–1815), Organist und Komponist
- Anselm Viola i Valentí (1768–1798), Chorleiter 1768–1798
- Narcís Casanoves i Bertran (1747–1799), Organist in Montserrat
- Josep Antoni Martí (1719–1763), Chorleiter 1753–1763
- Benet Esteve (1701–1770), Meister der Kapelle von Montserrat
- Vicent Presiac (1673–1726), Meister der Kapelle von Montserrat
- Miguel López y Sebastián (1669–1723), Meister der Kapelle von Montserrat
- Joan Baptista Rocabert (1657–1701), Meister der Kapelle von Montserrat
- Isidre Roi (1655–1720), Meister der Kapelle von Montserrat 1705–1715
- Francesc Rossell, (1630–1676) Meister der Kapelle von Montserrat
- Pere Jorba (1617–1647), Meister der Kapelle von Montserrat
- Joan Romanyà (um 1615–1643 oder später), Meister der Kapelle von Montserrat
- Dídac Roca i Segrià (17. Jahrhundert), Meister der Kapelle von Montserrat
- Bernat Baretja (16.–17. Jh.), Meister der Kapelle von Montserrat (für 1623 nachgewiesen)
- Joan March (1582–1658), Meister der Kapelle von Montserrat